# Pappogeomys bulleri
Pappogeomys bulleri е вид бозайник от семейство Гоферови (Geomyidae).

## Разпространение
Видът е разпространен в Мексико (Колима, Наярит и Халиско).